# Carduus personata
Carduus personata là một loài thực vật có hoa trong họ Cúc. Loài này được (L.) Jacq. mô tả khoa học đầu tiên năm 1776.